# Women in Technology Hall of Fame
Women in Technology Hall of Fame（ウィメン・イン・テクノロジー・ホール・オブ・フェイム、女性技術者の殿堂）は、Women in Technology International (WITI)が1996年に創設した、科学技術分野に貢献する女性を称えるための賞である。

## 受賞者
| 受賞年 | 氏名                                 | 生没年    | 肩書・受賞理由等 |
| ------ | ------------------------------------ | --------- | --- |
| 1996年 | ルース・リーチ・アモネット           | 1916-2004 | IBM初の女性ヴァイスプレジデント（1943年-1953年） |
| 1996年 | エレナー・K・バウム                  | 1940-     | アメリカの電気工学者・教育者。クーパー・ユニオン工学部の初の女性学部長。アメリカ工学教育協会の初の女性会長                                                                                                   |
| 1996年 | ジャレー・ダイエ                     | 1948-     | パロアルトに本拠を置く投資会社の資金調達技術スタートアップであるAurora Equityのマネージングパートナー。宇宙財団の会計係（理事に任命された初の女性）。バンド・オブ・エンジェルズのメンバー                    |
| 1996年 | バーバラ・グラント                   |           | ベンチャー・キャピタリスト。元・IBMのデータストレージ部門のヴァイスプレジデント兼ゼネラルマネージャー |
| 1996年 | ステファニー・クオレク               | 1923-2014 | ケブラーの発明者。 |
| 1996年 | ミーシャ・マホーワルド               | 1963-1996 | 計算論的神経科学者 |
| 1996年 | リンダ・サンフォード                 | 1953-     | IBMエンタープライズトランスフォーメーション |
| 1996年 | シェリル・L・シェイバーズ            | 1953-     | アメリカ合衆国商務省標準・技術担当次官（1999-2001年） |
| 1996年 | シェイラ・ウィッドナル               | 1938-     | アメリカの航空宇宙研究者。マサチューセッツ工科大学全学教授。アメリカ合衆国空軍長官（1993-1997年）。アメリカ軍初の女性長官。                                                                                  |
| 1996年 | 呉健雄                               | 1912-1997 | マンハッタン計画に携わった中国系アメリカ人の物理学者 |
| 1997年 | フラン・アレン                       | 1932-     | アメリカの計算機科学者。コンパイラ最適化の分野の先駆者。 |
| 1997年 | キャロル・バーツ                     | 1948-     | Yahoo!元社長兼CEO。オートデスク元社長兼CEO。 |
| 1997年 | キャスリーン・アントネッリ           | 1921-2006 | ENIACのオリジナルの6人の女性プログラマ。 |
| 1997年 | ジーン・バーティク                   | 1924-2011 | ENIACのオリジナルの6人の女性プログラマ。 |
| 1997年 | ベティ・ホルバートン                 | 1917-2001 | ENIACのオリジナルの6人の女性プログラマ。 |
| 1997年 | マーリン・メルツァー                 | 1922-2008 | ENIACのオリジナルの6人の女性プログラマ。 |
| 1997年 | フランシス・スペンス                 | 1922-2012 | ENIACのオリジナルの6人の女性プログラマ。 |
| 1997年 | ルース・タイテルバウム               | 1924-1986 | ENIACのオリジナルの6人の女性プログラマ。 |
| 1997年 | パメラ・ロプカー                     |           | QAD創設者・元取締役会長・社長。 |
| 1997年 | マーシャ・ノイゲバウアー             | 1932-     | アメリカの地球物理学者。太陽風を初めて直接計測し、太陽風と彗星との相互作用に光を当てた。 |
| 1997年 | ドナ・シャーリー                     | 1941-     | NASAジェット推進研究所の元火星探査マネージャー |
| 1997年 | シャアナ・ソウェル                   |           | テキサス・インスツルメンツ元ヴァイスプレジデント |
| 1997年 | パトリシア・ストーンサイファー       | 1956-     | ビル&メリンダ・ゲイツ財団元共同議長・CEO、マーサズテーブル会長・CEO |
| 1997年 | パトリシア・ウォーリントン           |           | ゼロックス元ヴァイスプレジデント・CIO |
| 1997年 | ロサリン・ヤロー                     | 1921-2011 | アメリカの医学物理学者。放射免疫測定技術の開発により1977年のノーベル生理学・医学賞を受賞した。 |
| 1998年 | アニタ・ボルグ                       | 1949-2003 | アメリカの計算機科学者。Institute for Women in Technology（現アニタ・ボルグ女性と技術のための研究所）とGrace Hopper Celebration of Women in Computingを創設。                                                |
| 1998年 | ミルドレッド・ドレッセルハウス       | 1930-     | 物性物理学者。マサチューセッツ工科大学全学教授・名誉教授。 |
| 1998年 | ガートルード・エリオン               | 1918-1999 | アメリカの生化学者・薬理学者。1988年のノーベル生理学・医学賞を受賞。エイズ治療薬ジドブジンを開発した。 |
| 1998年 | ジュリー・イングランド               |           | テキサス・インスツルメンツ元ヴァイスプレジデント。 |
| 1998年 | エレノア・ヘリン                     | 1932-2009 | アメリカの天文学者。NASAジェット推進研究所の地球近傍小惑星追跡プログラム(NEAT)元主任研究員。 |
| 1999年 | イボンヌ・ブリル                     | 1924-2013 | カナダの技術者。NASAと国際海事衛星機構でロケットとジェット推進技術の開発を行った。 |
| 1999年 | シェリータ・シーザー                 |           | コムキャスト ヴァイスプレジデント |
| 1999年 | テルマ・エストリン                   | 1924-2014 | 計算機科学者・工学者。エキスパートシステムと医用生体工学の先駆者。コンピュータを健康管理や医学研究に応用した初期の人物の一人。                                                                               |
| 1999年 | クローディン・シムソン               |           | LSIコーポレーション元エクゼクティブヴァイスプレジデント・CTO。 |
| 1999年 | 内永ゆか子                           |           | IBM大和開発研究所ヴァイスプレジデント |
| 2000年 | ボニー・J・ダンバー                  | 1949-     | 元NASA宇宙飛行士。元航空博物館代表兼CEO。ヒューストン大学工学部教員。 |
| 2000年 | アイリーン・グライフ                 |           | コンピュータ支援協調作業(CSCW)の分野の開拓者。IBMフェロー。 |
| 2000年 | ダーリーン・C・ホフマン              | 1926-     | アメリカの核化学者。106番元素シーボーギウムの存在を確認した科学者の一人。 |
| 2000年 | ジェニー・ファン                     |           | ケース・ウェスタン・リザーブ大学の材料科学工学専攻で初めてPh.Dを取得した女性。 |
| 2000年 | シャーリー・アン・ジャクソン         | 1946-     | レンセラー工科大学学長。アメリカの物理学者。アメリカ合衆国原子力規制委員会の議長を務め、全米技術アカデミーに選出され、ヴァネヴァー・ブッシュ賞を受賞した初のアフリカ系アメリカ人。                           |
| 2001年 | ル・ドゥイ・ローン                   | 1962-     | ベトナム系アメリカ人の工学者。女性及びアジア出身者で初めてテキサス・インスツルメンツのシニアフェローに選出された。                                                                                           |
| 2001年 | ジャネット・ペルナ                   |           | IBMの情報マネジメントソリューションの元ゼネラルマネージャー。分散データベースシステムIBM Db2の開発に長く関わった。                                                                                           |
| 2001年 | ダーリーン・ソロモン                 | 1959-     | アジレント・テクノロジーのシニアヴァイスプレジデント・CTO。バイオアナリシスを専門とする。 |
| 2002年 | ジュディ・エストリン                 |           | アメリカの実業家。JLABS社長。シスコシステムズ元CTO。 |
| 2002年 | キャロライン・コバック               |           | IBMコンピュータライフサイエンス部門の元ゼネラルマネージャー |
| 2002年 | エレーヌ・オーラン                   |           | アメリカ合衆国海軍研究所計算物理学・流体力学研究室の主任研究員 |
| 2003年 | 浅川智恵子                           | 1958-     | IBMフェロー。IBM東京基礎研究所グループリーダーで、アクセシビリティの研究をしている。視覚障害者のための音声読み上げWebブラウザであるホームページリーダーを開発した。                                          |
| 2003年 | ワンダ・ガス                         |           | テキサス・インスツルメンツフェロー。ダラス女性財団の使途推奨冠名基金で、STEMの学位を取得しようとする女性を支援する基金であるHigh-Tech High Heels(HTHH)の創設者でエクゼクティブ・ディレクター。               |
| 2003年 | クリスティーナ・M・ジョンソン        | 1957-     | アメリカの実業家、工学者 |
| 2003年 | シャーリー・C・マッカーティ          |           | 航空宇宙コンサルタント |
| 2004年 | メアリー・デル・チルトン             | 1939-     | 現代の植物バイオテクノロジーと遺伝子組み換えの創始者の一人。「アグロバクテリウムの女王」として知られる。 |
| 2004年 | E・ゲイル・ド・プランク              | 1944-2010 | 環境放射線測定の専門家。女性および保健物理学者で初めてアメリカ合衆国原子力規制委員会委員になった。固体線量測定、放射輸送と放射線防護、環境放射線、原子力施設の監視、原子炉および人員の線量測定を専門とする。 |
| 2004年 | パトリシア・セリンジャー             |           | IBMフェロー。アメリカの計算機科学者。関係データベース管理システム(RDBMS)の研究で知られる。 |
| 2004年 | ジュディ・ショー                     |           | テキサス・インスツルメンツのCMOSモジュール開発のディレクター |
| 2004年 | スーザン・ソロモン                   | 1956-     | 大気化学者。フロン類のフリーラジカルの反応機構がオゾンホール生成の原因であることを初めて提唱した。 |
| 2005年 | バーバラ・バウアー                   |           | 技術革新、ソフトウェア開発、グローバル管理 |
| 2005年 | ソーニャ・バーンハート               | 1959-     | オーストラリアのIT実業家。Women in Technology(WiT)創設者。 |
| 2005年 | サンドラ・バーク                     |           | 心臓・循環系生理学者。アボット・ラボラトリーズの元非臨床心臓・循環系研究者。再狭窄の治療に使用する薬剤溶出性ステントを開発した。                                                                             |
| 2005年 | メレンディ・E・ロヴェット            |           | テキサス・インスツルメンツのシニアヴァイスプレジデント。同社の教育技術ビジネスのプレジデント。High-Tech High Heels(HTHH)の提唱者の一人。                                                                     |
| 2005年 | アンパロ・モラレダ・マルティネス     | 1964-     | イベルドローラ国際部門の元COO。IBMの元南ヨーロッパプレジデント。 |
| 2005年 | ニーラ・ラマン                       |           | スタンフォード大学上級研究員。アメリカ国立科学財団サイバーインフラ委員会顧問。元HP研究所。 |
| 2006年 | マリア・アズア                       |           | 元IBM アドバンスド・クラウド・ソリューション担当ヴァイスプレジデント、元IBM テクノロジー&イノベーション担当ヴァイスプレジデント。トランスコーダ技術の特許、Javaの実装と拡張、データ操作                      |
| 2006年 | フランソワーズ・バレ＝シヌシ         | 1947-     | フランスのウイルス学者。パスツール研究所レトロウイルス感染部規制局長。HIVの発見により2008年のノーベル生理学・医学賞を受賞。                                                                                  |
| 2006年 | キム・ジョーンズ                     |           | サン・マイクロシステムズUK&Ireland元前社長兼マネージングディレクター。 サン・マイクロシステムズ 元グローバル教育・政府・健康科学担当ヴァイスプレジデント。Curriki 会長兼最高経営責任者                       |
| 2006年 | ノー・レイ・スポーン                 |           | 元ヒューレット・パッカード レーザージェット・プリンティング・ビジネス シニア・ヴァイスプレジデント |
| 2006年 | ビーン・ジョン・ウー                 |           | インテル 技術統合・開発ディレクター |
| 2007年 | ワンダ・オースティン                 | 1954-     | エアロスペース・コーポレーションの初のアフリカ系アメリカ人の社長兼CEO |
| 2007年 | ヘレン・グライナー                   | 1967-     | iRobot共同設立者。UAV開発企業CyPhy Works社CEO。オープンソース・ロボティクス財団理事 |
| 2007年 | ルーシー・サンダース                 |           | 全米女性情報技術センター(NCWIT)共同設立者・CEO。コロラド大学ボルダー校ATLAS研究所エグゼクティブ・イン・レジデンス                                                                                            |
| 2007年 | パッドマスリー・ウォーリアー         |           | シスコシステムズ最高技術・経営戦略責任者。元モトローラCTO |
| 2008年 | デボラ・エストリン                   | 1959-     | ネットワークセンサの研究者。コーネル工科大学の最初の教員。UCLA組み込みネットワークセンシングセンターの設立ディレクター。2018年のマッカーサーフェローの受賞者。                                               |
| 2008年 | スーザン・フィッシャー＝ホッホ       | 1940-     | 感染症の専門家。テキサス大学システム健康科学センター公衆衛生学部疫学教授 |
| 2008年 | マリー・ルー・ヨプセン               |           | Google X Labのディスプレイ部門長。ラップトップ向けの低コストで低電力のLCDスクリーンを製造するPixel Qiの創設者。OLPC(One Laptop per Child)の共同設立者・初代最高技術責任者。                                  |
| 2008年 | ゴルダナ・バンジャク＝ノヴァコビッチ |           | コロンビア大学の生物医学工学のセルビア系アメリカ人教授。幹細胞・組織工学研究所所長。研究分野は組織工学、バイオリアクター、生物物理学的規制、組織の発達、幹細胞の研究                                         |
| 2008年 | 徐健（ジェーン・スー）               |           | IBM中国システム技術研究室CTO。 |
| 2009年 | パトリシア・S・コウィングス          | 1948-     | アフリカ系アメリカ人女性初の宇宙飛行士のペイロードの専門家として訓練を受けた科学者。NASAエイムズ研究センターヒューマンシステムインテグレーション部門の研究心理学者                                           |
| 2009年 | マクシーン・ファスバーグ             |           | インテルイスラエルのゼネラルマネージャー、技術製造グループのヴァイスプレジデント |
| 2009年 | シャロン・ヌネス                     |           | IBM・スマートシティー・ストラテジー・ソリューションズのヴァイスプレジデント。 |
| 2009年 | キャロリン・タービーフィル           |           | スタックセーフのヴァイスプレジデント |
| 2010年 | サンディー・カーター                 |           | IBMのワールドワイド・ヴァイスプレジデント |
| 2010年 | ルース・A・デイビット                |           | ANSER (Analytic Services Inc)社長兼CEO。国土安全保障諮問委員会委員。元CIA科学技術副部長。 |
| 2010年 | アデル・ゴールドバーグ               | 1945-     | 計算機科学者。1970年代にゼロックス・パロアルト研究所の研究者としてプログラミング言語Smalltalk-80とオブジェクト指向プログラミングに関連する様々な概念の開発に参加した。ParcPlace Systemsを創業した。          |
| 2010年 | スージー・ウィー                     |           | シスコシステムズCTO。元HP研究所CTO。ストリーミングを専門とし、JPEG 2000画像セキュリティ用のJPSEC標準を共同で執筆した。                                                                                       |
| 2010年 | ルース・ウエストハイマー             | 1928-     | 「ドクター・ルース」の名で知られるアメリカのセックス・セラピスト、タレント、作家。 |
| 2011年 | アリシア・アベジャ                   |           | AT&T研究所エクゼクティブ・ディレクター。ヒスパニック系教育の卓越性に関する大統領諮問委員会委員 |
| 2011年 | イヴリン・ベレジン                   | 1925-2018 | 初のワードプロセッサを設計したことで知られるアメリカのコンピュータ技術者。また、初のコンピュータ予約システム、銀行用コンピュータデータシステムの設計を支援した。                                             |
| 2011年 | ダイアン・ポゼフスキー               |           | ノースカロライナ大学計算機科学部の研究教授 |
| 2011年 | ソフィー・バンデブロエック           |           | ゼロックス・ゼロックスイノベーショングループCTO兼プレジデント |
| 2011年 | リンダ・ワインマン                   | 1955-     | eラーニングサイトLynda.comの共同設立者 |
| 2012年 | ジェネビーブ・ベル                   |           | オーストラリアの人類学者。インテル研究所・ユーザインタラクション・エクスペリエンス部門ディレクター。 |
| 2012年 | ジョアン・マーティン                 | 1947-     | IBM初のスーパーコンピュータの開発チームを管理し、システムの性能測定・分析を行った。 |
| 2012年 | ジェーン・ルブチェンコ               | 1947-     | ウクライナ系アメリカ人の環境科学者・海洋環境保護運動家。女性初のアメリカ海洋大気庁(NOAA)長官。 |
| 2012年 | グウィン・ショットウェル             | 1963-     | スペースX社長 |
| 2013年 | マリアン・クローク                   |           | AT&T研究所 アプリケーション・サービスインフラストラクチャ シニアヴァイスプレジデント |
| 2013年 | ペギー・ジョンソン                   |           | クアルコム エクゼクティブ・ヴァイスプレジデント、グローバル・マーケット開発プレジデント |
| 2013年 | リサ・マクベイ                       |           | マクケッソン・コーポレーション エンタープライズ情報システム・エンタープライズイメージング CIO |
| 2013年 | ハイディ・ロイゼン                   | 1958-     | ドレイパー・フィッシャー・ジャーベットソン ベンチャーパートナー |
| 2013年 | ローラ・サンダース                   |           | General Manager of Delivery Engineering & Technology and CTO for Global Technology Services, IBM Corporation                                                                                                 |
| 2014年 | オーナ・ベリー                       | 1949-     | EMC コーポレート・ヴァイスプレジデント |
| 2014年 | ジェニファー・パルカ                 | 1969-     | コード・フォー・アメリカ創設者 |
| 2014年 | キム・ポレゼー                       | 1961-     | Chair, ClearStreet |
| 2014年 | クリス・リンネ                       |           | Senior Vice President, Network & Product Planning, AT&T Services, Inc. |
| 2014年 | ローレン・ステーツ                   |           | Vice President, Strategy and Transformation, IBM Software Group |
| 2015年 | チーミン・ボー・リン                 |           | Peritus Partners 社長兼CEO |
| 2015年 | ニシェル・ニコルズ                   | 1932-     | アメリカの女優 |
| 2015年 | パム・パリジャン                     |           | AT&T CIO |
| 2015年 | シェリル・ルート                     |           | RootAnalysis 社長兼CEO |
| 2015年 | マリー・ウィック                     |           | IBM ゼネラルマネジャー |
| 2016年 | キンバリー・ブライアント             |           | ブラック・ガールズ・コード創設者 |
| 2016年 | ロベルタ・バナザック・グレイター     |           | Global Institute For Technology & Engineering CEO |
| 2016年 | ハリエット・グリーン                 |           | IBM ゼネラルマネージャー |
| 2016年 | ジェニファー・イェーツ               |           | AT&T アシスタント・ヴァイスプレジデント |
| 2016年 | エリー・イー                         |           | アプライド・マテリアルズ コーポレート・ヴァイスプレジデント |
| 2017年 | ビーナ・アマナス                     |           | ヒューレット・パッカード・エンタープライズ グローバルヴァイスプレジデント |
| 2017年 | ローラ・ニクラソン                   |           | 再生医療会社Humacyteの創設者、細胞療法と再生医療の専門家 |
| 2017年 | クルナリ・パテル                     |           | テキサス・インスツルメンツ ヴァイスプレジデント |
| 2017年 | リサ・シーキャット・デルーカ         |           | IBM ストラテジスト |
| 2017年 | セルマ・スヴェンセン                 |           | iRobot シニアディレクター |
| 2017年 | エリザベス・シュウ                   |           | BMCソフトウェア CTO |
| 2018年 | ロンダ・チルドレス                   |           | IBM Fellow VP - GTS Data Security and Privacy Officer, IBM |
| 2018年 | エリザベス・J・フェインラー          |           | インターネットの先駆者 |
| 2018年 | ロズ・ホー                           |           | ティーボ シニアヴァイスプレジデント・ゼネラルマネージャー |
| 2018年 | サントッシュ・クリネック             |           | ロチェスター工科大学工学部教授 |
| 2018年 | ヤンビン・リー                       |           | VMware シニアヴァイスプレジデント・ゼネラルマネージャー |
| 2018年 | ラシャミ・ラオ                       |           | ハーマン・インターナショナル Global Head, Advanced Engineering |
| 2019年 | ヘザー・ヒントン                     |           | IBMヴァイスプレジデント・上級エンジニア |
| 2019年 | ジュリア・リウソン                   | 1970-     | マイクロソフトコーポレート・ヴァイスプレジデント |
| 2019年 | サラ・ラシネック                     |           | マイアミ大学教授 |
| 2019年 | ナタリア・トラヤノヴァ               |           | ジョンズ・ホプキンズ大学医学部教授 |
| 2019年 | ブランカ・トレビーニョ               |           | ソフトテック社長兼CEO |
| 2021年 | アルンダティ・バッタチャリヤ         | 1956-     | セールスフォース・インドCEO兼会長、インド国立銀行 (SBI) で最初の女性会長 |
| 2021年 | リサ・P・ジャクソン                  | 1962-     | アップル環境、政策、社会貢献活動担当副社長、元アメリカ合衆国環境保護庁長官 |
| 2021年 | オル・マドゥカ                       | 1941-     | Women in Energy, Oil & Gas(ナイジェリア)議長兼創設メンバー |
| 2021年 | カレン・クイントス                   |           | デル・テクノロジーズのエグゼクティブ・バイスプレジデント兼チーフ・カスタマー・オフィサー |
| 2021年 | アンジー・ルアン                     |           | NASDAQ・キャピタルアクセスプラットフォームの最高技術責任者 |
| 2021年 | リサ・スー                           | 1969-     | アドバンスト・マイクロ・デバイス社長兼CEO |
| 2021年 | カラ・スウィッシャー                 | 1962-     | テクノロジー系ジャーナリスト |
| 2021年 | テ・ユー                             |           | シスコの広報・企業の社会的責任担当シニアバイスプレジデント |